# Kanton Aytré
Aytré is een kanton van het Franse departement Charente-Maritime. Het kanton maakt deel uit van het arrondissement La Rochelle.

## Gemeenten
Het kanton Aytré omvatte tot 2014 de volgende gemeenten:
- Angoulins
- Aytré (hoofdplaats)
- Châtelaillon-Plage

Na de herindeling van de kantons bij decreet van 27 februari 2014, met uitwerking op 22 maart 2015, omvat het kanton volgende gemeenten:
- Aytré
- Dompierre-sur-Mer
- Périgny
- Puilboreau